# شعير الرمال الطوروسي
شعير الرمال الطوروسي (باللاتينية: Elymus tauri) نوع نباتي يتبع جنس شعير الرمال من الفصيلة النجيلية.

## الموئل والانتشار
موطنه بلاد الشام وتركيا وجنوب القوقاز.

## مرادفات للاسم العلمي
- (باللاتينية: Agropyron pertenue (C.A.Mey.) Nevski)
- (باللاتينية: Agropyron tauri Boiss. & Balansa)
- (باللاتينية: Elymus pertenuis (C.A.Mey.) Assadi)
- (باللاتينية: Elymus tauri subsp. pertenuis (C.A.Mey.) Melderis)
- (باللاتينية: Elytrigia pertenuis (C.A.Mey.) Nevski)
- (باللاتينية: Elytrigia tauri (Boiss. & Bal.) Tzvelev)
- (باللاتينية: Elytrigia tauri subsp. pertenuis (C.A.Mey.) Tzvelev)
- (باللاتينية: Pseudoroegneria pertenuis (C.A.Mey.) Á.Löve)
- (باللاتينية: Pseudoroegneria tauri (Boiss. & Bal.) Á.Löve)
- (باللاتينية: Triticum intermedium var. pertenue C.A.Mey.)
- (باللاتينية: Triticum tauri (Boiss. & Bal.) Walp.)